# 圣普朗卡尔
圣普朗卡尔（法語：Saint-Plancard，法語發音：[sɛ̃ plɑ̃kaʁ]）是法国上加龙省的一个市镇，属于圣戈当区。

## 地理
圣普朗卡尔（43°10'12"N, 0°34'27"E）面积16.09 平方千米，位于法国奧克西塔尼大區上加龙省，该省份为法国西南部内陆省份，西南端与西班牙接壤，自此顺时针与上比利牛斯省、热尔省、塔恩-加龙省、塔恩省、奥德省和阿列日省接壤。
与圣普朗卡尔接壤的市镇（或旧市镇、城区）包括：卡扎里唐布雷、勒屈安、拉罗克、莱屈桑、卢代、塞代亚克、莱屈桑新城。

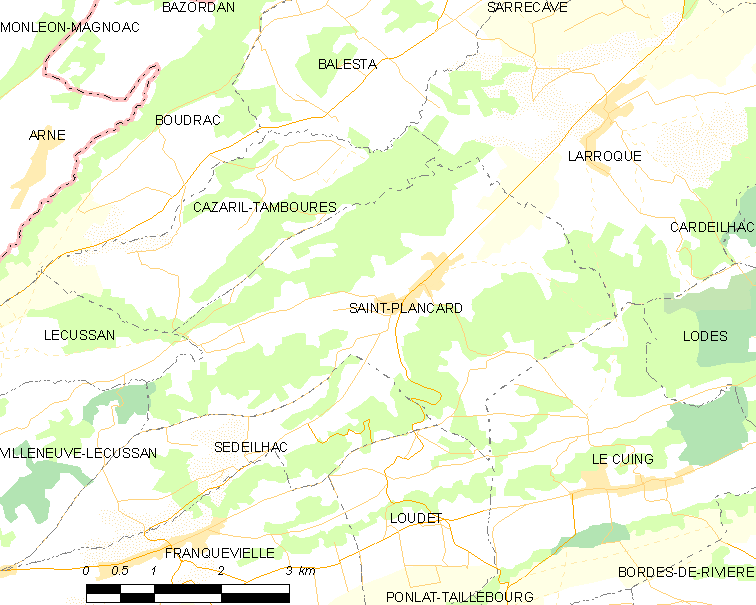
圣普朗卡尔的OSM定位图

圣普朗卡尔的时区为UTC+01:00、UTC+02:00（夏令时）。

## 行政
圣普朗卡尔的邮政编码为31580，INSEE市镇编码为31513。

## 政治
圣普朗卡尔所属的省级选区为圣戈当县。

## 人口

1962-2008年间圣普朗卡尔人口变化图示

圣普朗卡尔于2022年1月1日时的人口数量为395人。